# Hundshai
Der Hundshai (Galeorhinus galeus) ist ein Hai aus der Familie der Glatthaie.

## Merkmale
Die äußeren Merkmale des Hais sind eine lange, spitze Schnauze, ein großes Maul und kleine, klingenartige Zähne. Die zweite Rückenflosse ist in etwa gleich groß wie die Afterflosse, der obere Schwanzflossenanteil ist deutlich größer als der Rest der Flosse. Der Hai weist auf der Oberseite eine graue sowie auf der Unterseite eine weiße Färbung auf. Jungtiere besitzen zusätzlich noch kleine schwarze Bereiche an den Flossen. Die Gesamtlänge bei ausgewachsenen Tieren beträgt etwa zwei Meter.

## Lebensraum und Verhalten

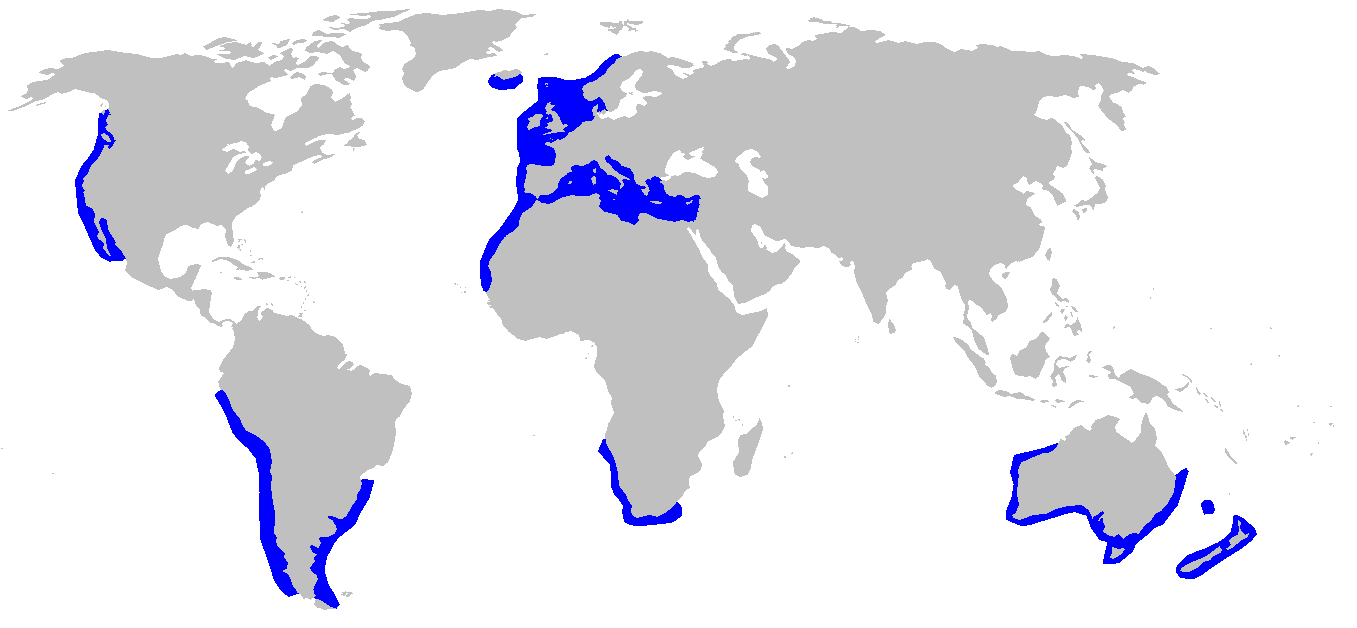
Verbreitungsgebiete des Hundshais

Sein Verbreitungsgebiet liegt in den subtropischen Meeresregionen der ganzen Welt; er ist von der Oberfläche bis in Tiefen von 550 Metern anzutreffen. Der gewöhnliche Lebensraum des Hundshaies befindet sich an Kontinentalabhängen und dem Schelfbereich, jedoch ist er auch bis in Küstennähe zu finden. In manchen Fällen lebt das Tier pelagisch und kann im freien Ozean gefunden werden, meist in der Nähe von Futtergründen wie etwa Thunfisch-Wanderstrecken.
Der Hundshai zeigt Gruppenverhalten und hält sich gerne in Schulen mit Artgenossen auf. Diese Schulen weisen neben einer starken Migrationsbereitschaft – etwa wurden neuseeländische, markierte Exemplare in Australien wiedergefunden – auch eine schwache Aufteilung nach Größe und Geschlecht der Individuen auf.
Die bevorzugte Nahrung des Hundshaies besteht aus Fisch (benthal oder pelagial lebende Arten), Krustentieren, Kopffüßern, Würmern und Stachelhäutern. Die Fortpflanzung erfolgt durch Ovoviviparie.

## Hundshai und Mensch

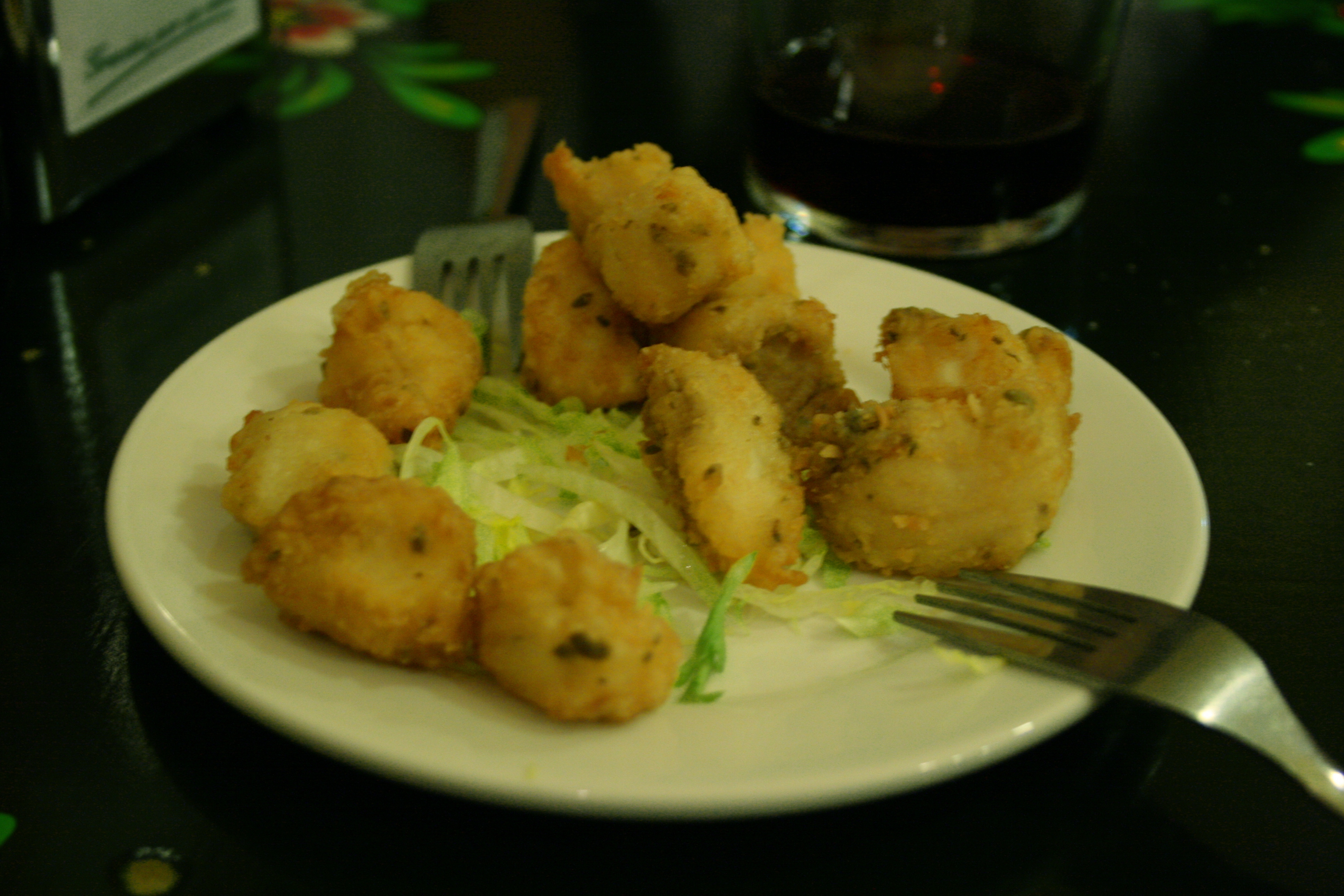
Zubereiteter Hundshai (Cazón) in Valencia

Der Hai ist für den Menschen nicht gefährlich. Sein Fleisch ist essbar.
In Gefangenschaft kann der Hundshai im Gegensatz zu anderen Arten recht gut erhalten werden, wenn ihm eine angemessene Betreuung zuteilwird. Die Art wird auf der Roten Liste gefährdeter Arten der IUCN 2020 als critically endangered eingestuft.